# Joseph Wäscher
Joseph Wäscher (* 20. Dezember 1919 in Werl; † 14. Januar 1993) war ein deutscher Künstler und Bildhauer.

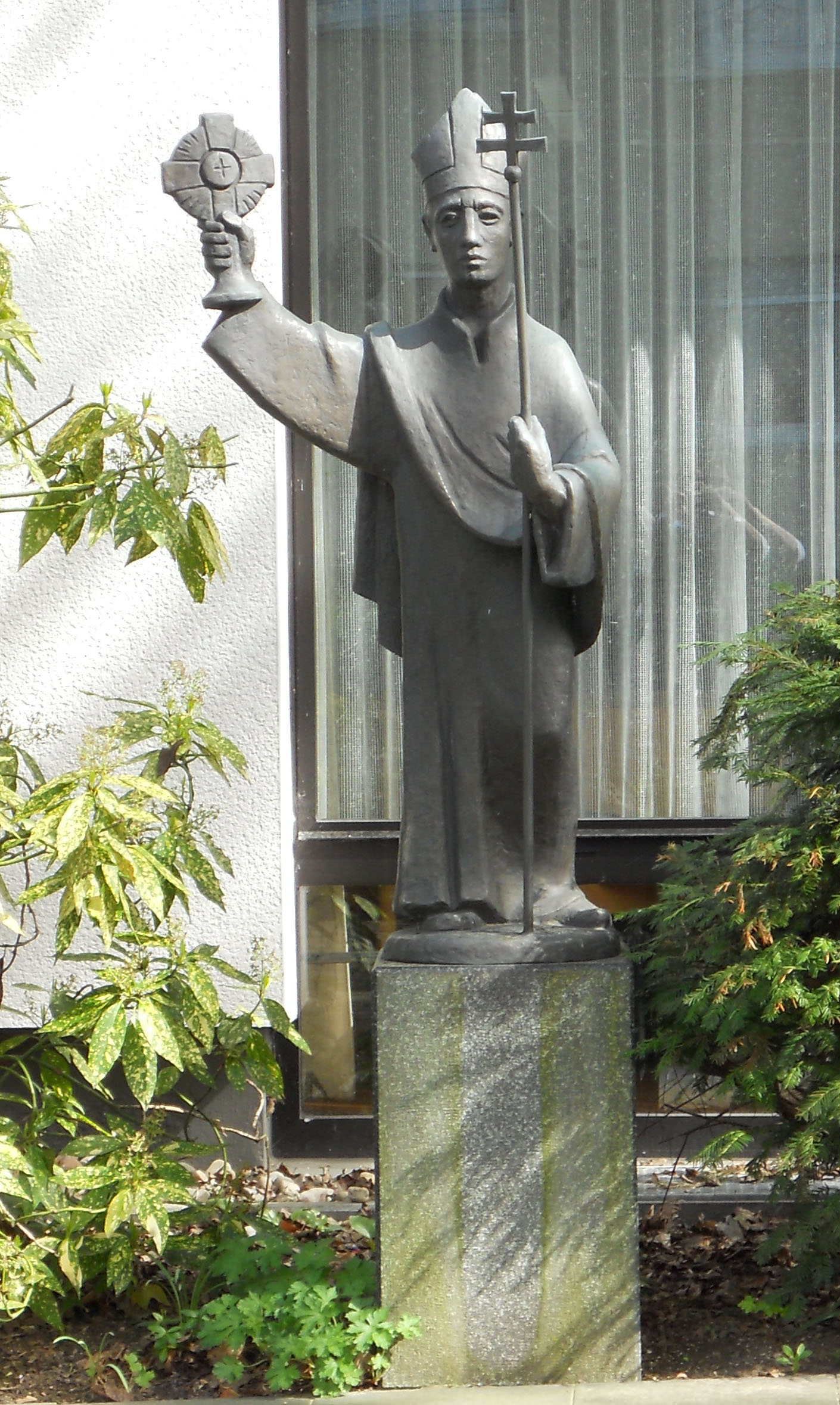
St. Norbert in Werl von Josef Wäscher

Wäschers künstlerisches Schaffen befasste sich vornehmlich mit sakralen Themen, so stammt ein großer Teil der Ausstattung der Werler St.-Norbert-Kirche von ihm. Nach einer kunsthandwerklichen Ausbildung besuchte er Kunstgewerbeschulen in Dortmund und Münster sowie die Kunstakademie in Düsseldorf. Neben Werken im kirchlichen Bereich schuf er zwei Bronzeplastiken in der Werler Innenstadt:
- Der Schweinehirt, aufgestellt in der Fußgängerzone Walburgisstraße (1981)[2]
- Der Salzsieder, aufgestellt in der Salzstraße (1982)[2]

2007 beschloss der Sport- und Kulturausschuss der Stadt Werl, eine Stichstraße im Bebauungsplan Nr. 75 „Zur Beeke“ als Joseph-Wäscher-Weg zu benennen.